# Ѳ (паровоз)
Паровоз Ѳ (Фита) — грузовой паровоз типа 0-3-0+0-3-0 (система Малле), производившийся серийно в период с 1899 по 1924 гг. на трёх российских паровозостроительных заводах.

## История создания

### Предпосылки к появлению паровоза
В 1893 году было открыто движение поездов на однопутной линии Рязань — Рузаевка — Свияжск общества Московско-Казанской железной дороги. Уже к 1897 году движение на линии возросло настолько, что эксплуатировавшиеся на ней паровозы типов 0-3-0 и 0-4-0 не справлялись с грузооборотом. Требовалось либо сооружать второй путь, либо использовать более тяжёлые рельсы и переходить к паровозам с более высокими нагрузками от колёсных пар на рельсы.
Однако инженером службы тяги железной дороги Е. Е. Нольтейном был предложен другой вариант: не изменяя осевую нагрузку, увеличить сцепной вес за счёт увеличения числа движущих колёсных пар. Для лучшего вписывания паровоза в кривые была предложена схема Малле, которая к тому времени хорошо зарекомендовала себя на железных дорогах Швейцарии.